# Dorothea Iser
Dorothea Iser (* 18. Juli 1946 in Elbingerode (Harz)) ist eine deutsche Schriftstellerin.

## Leben, Werdegang
Sie wuchs in den Harzdörfern Sophienhof und Rothesütte auf. Nach ihrem Abitur und dem Pädagogik-Studium in Weimar folgte 1967 das Examen, anschließend der Einsatz als Erzieherin im Jugendwerkhof August Bebel in Burg. Nach Schreibversuchen in einem vom Heinz Kruschel geleiteten Zirkel schreibender Arbeiter schloss sich 1975 bis 1978 ein Fernstudium am Literaturinstitut in Leipzig an.
Seit 1980 ist sie freiberuflich tätig. Sie gründete den Friedrich-Bödecker-Kreis in Sachsen-Anhalt e.V. und war bis 2000 dessen Geschäftsführerin. Sie ist Mitglied im PEN-Zentrum Deutschland sowie Mitglied der Europäischen Künstlervereinigung Die Kogge. Außerdem ist sie verheiratet und hat zwei Kinder und Enkel. Heute wohnt sie in Niegripp bei Burg. Dort hat sie 2003 einen eigenen Verlag gegründet, den dorise-Verlag, dessen Verlagssitz 2010 nach Kerspleben verlegt wurde.
Neben Prosatexten und Romanen schreibt Dorothea Iser hauptsächlich kurze, prägnante Gedichte, häufig verbunden mit Fotografien. Sie pflegt die kurze Form, in der sie persönliche Erfahrungen zum Ausdruck bringt. Ihre Gedichte leben von überraschenden Wendungen und Paradoxien. Neben den eigenen Arbeiten gibt sie die Ergebnisse von Schreibwerkstätten heraus.

## Bibliografie
- Wolkenberge tragen nicht. - Erzählung, Militärverlag, Berlin 1979 (gekürzte Taschenbuchausgabe 1984)
- Lea. - Roman, Militärverlag, Berlin 1983
- Neuzugang. - Erzählung, Verlag Neues Leben, Berlin 1985 (als E-Book: EditionDigital 2011, ISBN 978-3-86394-379-0)
- Besuchszeit. - Erzählung, Verlag Neues Leben, Berlin 1991. ISBN 3-355-01037-5
- Pink ohne Ende. - Erzählband, dr. ziethen verlag, Oschersleben 1998. ISBN 3-932090-47-0
- Der dicke Dieter. - Kinderbuch, Projekte Verlag, Halle an der Saale 2002 (Neuausgabe im Dorise-Verlag 2004, ISBN 3-937973-03-6)
- Behandeln ist das eine, dem Menschen begegnen etwas anderes – 100 Jahre Psychiatrie in Jerichow. - Sachbuch, dr. ziethen verlag, Oschersleben 2002, ISBN 3-935358-49-0.
- Versuch einer Ordnung. - Förderkreis der Schriftsteller in Sachsen-Anhalt, Halle an der Saale 2005
- Simsalabims oder Der Vogel mit der grünen Feder. - Illustrationen von Michael Olm, dorise - Verlag, Niegripp 2008, ISBN 978-3-937973-58-6.
- Wenn eine Schneeflocke weint. Eine unglaubliche Weihnachtsgeschichte. - Illustrationen von Michael Olm, dorise - Verlag, Niegripp 2008, ISBN 978-3-937973-62-3.
- Kein Gott in der Nähe. Band 1: Die Glücksfrau. - dorise - Verlag, Niegripp 2008, ISBN 978-3-937973-54-8.
- Saitensprung. Domino-Erzählungen. - Illustrationen von Michael Olm, dorise-Verlag, Kerspleben 2010, ISBN 978-3-937973-86-9.
- Kein Gott in der Nähe. Band 2: Sonntagskinder. - dorise - Verlag, Niegripp 2011, ISBN 978-3-942401-13-5.
- Stress im Gutshaus. - Illustrationen von Michael Olm, dorise - Verlag, Kerspleben 2011, ISBN 978-3-942401-17-3.
- Wenn Pferde fliegen. - Illustrationen von Erhard Holley, dorise - Verlag, Kerspleben 2011, ISBN 978-3-942401-33-3.
- Kein Gott in der Nähe. Band 3: Mutterland.- dorise-Verlag, Kerspleben 2016, ISBN 978-3-942401-98-2.

## Lyrik und Fotografie
- Schon morgen ist alles anders. - Fotografien von Elisabeth Heinemann. Projekte Verlag, Halle an der Saale 2003, ISBN 3-937027-04-1.
- wasser ist wieder blau. - Fotografien von Elisabeth Heinemann. dorise - Verlag, Niegripp 2004, ISBN 3-937973-00-1.
- Alte Liebe. - Fotografien von Elisabeth Heinemann. Schlütersche Verlagsgesellschaft mbH & Co. KG., Hannover, 2005, ISBN 3-89993-122-X.
- glücksfall - Fotografien von Walter Iser. dorise - Verlag, Niegripp 2005. ISBN 3-937973-07-9.
- eigensinnig. - dorise - Verlag, Niegripp 2006, ISBN 978-3-937973-22-7.
- zu zweit. Eine lyrische Reise durch das Jahr, (mit Walter Iser), dorise - Verlag, Niegripp 2006, ISBN 978-3-937973-31-9.
- Sand in der Hand - Fotografien von Walter Iser, dorise - Verlag, Kerspleben, 2010, ISBN 978-3-937973-82-1.
- Limericks und andere Dummheiten (mit Marion Krüger, Karikaturen von Ulrike Schmieder), dorise - Verlag Kerspleben 2012. ISBN 978-3-942401-42-5.

## Als Herausgeberin
- querbeet - Das Sachsen-Anhalt-Lesebuch (mit Heinz Kruschel), dr. ziethen verlag, Oschersleben, 1993, ISBN 3-928703-24-2.
- Schwarze Kolibris - InterLesebuch 1 (mit Heinz Kruschel), ImPuls-Verlag, Magdeburg, 1994, ISBN 3-910146-11-2.
- Die kleine Europa - InterLesebuch 2 (mit Heinz Kruschel) ImPuls Verlag, Magdeburg, 1995, ISBN 3-910146-12-0.
- Immer wieder Ikarus - InterLesebuch 3 (mit Heinz Kruschel) dr. ziehen verlag, Oschersleben, 1995, ISBN 3-928703-76-5.
- Wale am Himmel - Ein Umweltlesebuch (mit Heinz Kruschel) ImPuls Verlag, Magdeburg, 1995, ISBN 3-910146-13-9.
- Fluchtwege - Jerichower Tagebuch (mit Heinz Kruschel) ImPuls Verlag, Magdeburg, 1997, ISBN 3-910146-14-7.
- Auf dem Rücken der Schwalben - Ein Lesebuch für Kinder, (mit Heinz Kruschel) dr. ziehen verlag, Oschersleben, 1997, ISBN 3-932090-15-2.
- Verrückt nach Leben - Jerichower AusLese, (mit Dr. Claudia Glöckner) dr. ziehen verlag, Oschersleben, 1999, ISBN 3-932090-71-3.
- Versuchungen …und kein bißchen Angst vor einflussreichen Männern, (mit Dr. Christina Seidel), dr. ziehen verlag, Oschersleben, 1999, ISBN 3-932090-57-8.
- Anders sind wir alle. Jerichower AusLese, dr. ziethen verlag, Oschersleben, 2001, ISBN 3-935358-12-1.
- Herz über Kopf. Jerichower AusLese, dorise - Verlag, Niegripp, 2005, ISBN 3-937973-02-8.
- Weiß blüht Mohn in der Dämmerung. Jerichower AusLese - Prosa und Lyrik von 77 Autoren (mit Günter Hartmann), dorise -Verlag, Kerspleben 2012. ISBN 978-3-942401-39-5.
- Ich sterbe, wenn ich nicht schreibe. Texte zum Brigitte-Reimann-Jahr 2013 in Burg, dorise - Verlag, Kespleben 2013. ISBN 978-3-942401-56-2.